# Gastro-entérite
 Mise en garde médicale
La gastro-entérite ou gastroentérite est une inflammation du tube digestif pouvant entraîner de la nausée, des vomissements, des crampes abdominales, des flatulences et de la diarrhée, ainsi que de la déshydratation, de la fièvre et des céphalées (maux de tête).
La gastro-entérite peut être d'origine bactérienne, c'est-à-dire provoquée par la consommation d'eau ou de nourriture contaminée par des bactéries, telles que les colibacilles présents dans les selles. Des symptômes de gastro-entérite peuvent aussi être causés par des parasites internes, protozoaires ou amibes pathogènes, tel qu'Entamoeba histolytica provoquant la dysenterie amibienne ou amibiase, généralement en raison d'installations sanitaires absentes ou inadéquates.
Cependant, dans plus des deux tiers des cas, elle est causée par des virus comme les rotavirus (provoquant en particulier la gastro-entérite infantile), les norovirus (dont le virus de Norwalk), les adénovirus, des calicivirus et des astrovirus. La gastro-entérite est communément appelée « grippe intestinale » (terme inadéquat, mais très répandu), lorsqu’elle est causée par un virus, et « empoisonnement alimentaire » ou plus justement « intoxication alimentaire » lorsque causée par une bactérie.
La gastro-entérite peut également révéler une dysenterie des voyageurs, aussi connue sous le terme de diarrhée du voyageur ou tourista. Celle-ci peut être due à une infection, le plus souvent par des bactéries (notamment Salmonella, Aeromonas, Escherichia coli, Campylobacter, Shigella, Vibrio cholerae (causant le choléra) et Vibrio (non cholérique)). Parfois, l'infection peut provenir de virus, norovirus (principalement virus de Norwalk), adénovirus, astrovirus, entérovirus, rotavirus. Plus rarement, la tourista sera causée par des amibes ou protozoaires parasitaires (Cyclospora, Entamoeba histolytica, Cryptosporidium, Giardia ou autre parasite intestinal).
La diarrhée s'accompagne souvent de vomissements et de poussées de fièvre, mais les symptômes varient en fonction des individus. En effet, certains se contentent de vomir, d'autres n'ont aucun symptôme, et certains n'ont que la diarrhée. Si elle est trop importante, elle peut mener à une déshydratation de l'organisme.
Si la diarrhée perdure, elle peut laisser des séquelles sur la paroi intestinale, menant à une pathologie appelée syndrome de malabsorption.

## Épidémiologie
Le rotavirus est la cause la plus courante de diarrhée et de déshydratation chez l'enfant, en particulier dans les pays développés. Dans le monde, on estime que 125 millions de diarrhées sont provoquées annuellement par ce virus (soit plus de 1 900 cas pour 100 000 habitants). On estime que chaque année, 8 000 000 de personnes meurent de gastro-entérite dans le monde, dont 5 000 000 d'enfants de moins de cinq ans, ce qui représente 25 % des morts par diarrhées et 6 % des morts de moins de cinq ans.
Aux États-Unis, on estime que le rotavirus touche 80 % des enfants de moins d'un an ; chaque année, 500 000 enfants doivent faire l'objet de soins médicaux, et 50 000 doivent être hospitalisés.
En France, lors du pic de l'épidémie hivernale 2005–2006, on estime que 1 850 000 personnes ont consulté leur médecin généraliste en 8 semaines pour une gastro-entérite ; l'incidence a été de 367 cas pour 100 000 habitants (le seuil épidémique étant fixé à 279 cas pour 100 000 habitants),. La surveillance de l'évolution de l'incidence en France est effectuée par le réseau Sentinelles de l'Inserm qui publie ces données, comme une société de communication spécialisée qui met aussi ces données à la disposition du public.
Il s'agit donc d'un important problème de santé publique. D'autant que chaque année, l'épidémie de gastro-entérite à rotavirus concorde souvent avec les épidémies de bronchiolite et de grippe, pouvant mettre en difficulté les systèmes de soins pédiatriques.
On peut remarquer que les gastro-entérites virales sont en recrudescence pendant l’hiver, surtout en Amérique du Nord et en Europe.

## Diagnostic
Les symptômes habituels de la gastro-entérite sont des nausées, la perte d'appétit, crampes abdominales et vomissements qui apparaissent brutalement, de la diarrhée, de la fièvre et des céphalées (maux de tête). Plus rarement, des vertiges et une hypotension artérielle peuvent accompagner les symptômes, sans doute liés à la déshydratation et à la fatigue.
Les symptômes communément associés à la gastro-entérite, c'est-à-dire principalement les vomissements et la diarrhée, peuvent également être signes d'une intoxication alimentaire (fruits de mer, champignons toxiques) ou d'infections systémiques (pneumonie, septicémie, etc.). Par un interrogatoire précis et le contexte clinique, il sera possible d'éliminer ces hypothèses.
La gastro-entérite peut parfois déboucher sur des complications telles que la déshydratation, pouvant même conduire à une hospitalisation. Les personnes à risque sont les jeunes enfants et les nourrissons, les personnes âgées, et les personnes ayant un système immunitaire affaibli par une maladie (VIH par exemple). Les signes de la déshydratation sont une sécheresse de la peau, de la bouche, des yeux, les parties molles du crâne (chez les nourrissons) enfoncées, des faiblesses, des crampes, une perte de poids, et des urines moins fréquentes et plus foncées que d'habitude.
Si l'on suspecte une gastro-entérite d'origine bactérienne, il est possible d'effectuer une analyse des selles au laboratoire (coproculture) à la recherche de la bactérie en cause.

## Traitement
La plupart des gens se rétablissent d'eux-mêmes en un ou deux jours sans traitement particulier autre que les mesures suivantes :
- Se reposer, au lit idéalement, le temps que la douleur cesse ;
- Ne pas manger durant quelques heures pour permettre au système digestif de récupérer ;
- Boire autant que possible de petites gorgées d'eau pour un équivalent de 8 à 16 verres par jour minimum. Boire de l'eau augmentera la diarrhée, mais si le patient reste sans boire, il se déshydrate progressivement. Vous pouvez prendre des boissons énergétiques destinées aux sportifs (à ne pas confondre avec les boissons énergisantes), si celles-ci sont isotoniques voire hypotoniques, qu'elles aient des teneurs modérées en glucides et qu'elles contiennent des quantités suffisantes en sels minéraux. Éviter l'alcool, qui a l'effet non souhaité d'augmenter les pertes d'eau et de sels minéraux. Évitez tout produit laitier et les œufs ; idéalement, se procurer une solution de réhydratation en pharmacie, ou absorber une solution saline (éventuellement sucrée pour en faciliter l'absorption).
- Une fois les nausées disparues, reprendre progressivement une alimentation solide en privilégiant certains aliments plus faciles à digérer. Cesser de manger en cas de malaise.

La gastro-entérite d'origine bactérienne se traite par antibiotique, voire par bactériophagique dans les cas graves de dysenterie par germe multirésistant.
Outre un éventuel traitement médicamenteux, boire des préparations liquides riches en sels minéraux pour éviter la déshydratation ; la réintroduction précoce des aliments, incluant les fibres alimentaires, aide à contrôler plus rapidement les symptômes. Parfois cela ne suffit pas.
Manger et boire en petites quantités : éviter les breuvages excessivement sucrés qui (par phénomène d'osmose) entretiennent les diarrhées, sans se limiter à la diète BRATT (banane, riz, compote de pomme, thé, et pain grillé). D'ailleurs, les Centres pour la prévention et le contrôle des maladies américains déconseillent formellement la diète BRATT. Il est d'ailleurs conseillé de boire l'eau du riz (son eau de cuisson) contenant ses propriétés et permettant de se réhydrater.

### Traitement des nausées et vomissements
Sur ordonnance : dompéridone, métoclopramide, alizapride, métopimazine.
Sans ordonnance : diménhydrinate.
Sans ordonnance : charbon végétal non activé ou charbon activé (le charbon de bois est utilisé pour ses capacités d'adsorption physique par les forces de Van Der Waals, il absorbe les gaz de différentes provenances, ainsi que les toxines bactériennes, virales et celles du métabolisme, ce qui lui confère un effet antidiarrhéique).

### Traitement de la diarrhée
- Racécadotril (inhibiteur de l'enképhalinase intestinale), lopéramide, diosmectite.

Parmi les nutriments ayant un effet clair sur la diarrhée infantile, le zinc a été étudié initialement dans les pays en voie de développement, ce qui a débouché sur la recommandation faite par l'OMS de supplémenter en zinc tout enfant traité pour diarrhée. Le résultat de cette approche est une baisse de l'utilisation des antibiotiques, une réduction des hospitalisations et une baisse des épisodes d'infection respiratoire basse chez les sujets traités. Une supplémentation en zinc seule n'est pas souhaitable, du fait de son impact potentiel sur l'absorption de cuivre ou de fer. L'association de micronutriments semble la meilleure approche.

### Traitement et prévention de la déshydratation
Les liquides et électrolytes perdus de l’organisme doivent absolument être remplacés, si on veut éviter la déshydratation sévère pouvant causer la mort.
Pour prévenir la déshydratation, il faut prendre une solution de réhydratation orale. Cette solution sera absorbée même en présence de vomissements. C'est le meilleur moyen de remplacer l’eau et les sels perdus, mais cela ne lutte pas contre la diarrhée elle-même. Cela est indispensable pour les nourrissons et les jeunes enfants qui ont eu plusieurs selles diarrhéiques. Les enfants allaités doivent continuer à l’être tout en prenant la solution de réhydratation.
Les solutions de réhydratation peuvent se retrouver sous diverses formes. Dans les cas de déshydratation très sévère, on l'administre en soluté, par voie intraveineuse, en hôpital. On en retrouve également sous forme de liquides prêts à boire, ou sous forme de poudres en sachets appelés sels de réhydratation orale (SRO), à mélanger à de l'eau saine, eau de source ou eau bouillie, vendues en pharmacie sans ordonnance médicale.
Bien que pas conseillé par rapport à la solution de réhydratation, on peut temporairement préparer soi-même une alternative à une solution de réhydratation.
- Mélanger un litre d’eau stérile, six cuillères à café de sucre et une cuillère à café de sel.
- On peut remplacer le sucre par un jus de fruit non sucré, selon la recette suivante[15][réf. à confirmer] :
  - 360 ml de jus d'orange non sucré,
  - 600 ml d'eau stérile ou eau de source ou eau bouillie refroidie,
  - 1/2 cuillère à café de sel.
- Se conserve 12 heures à la température ambiante ou 24 heures au réfrigérateur.

## Prévention
La gastro-entérite se transmet en consommant des aliments ou de l'eau contaminés, ainsi que par contact direct avec les malades. En période à risque (hiver) ou lorsqu'un membre de la famille est malade, les actions suivantes permettent de lutter contre la propagation de la gastro-entérite. Ce sont des gestes simples comme les suivants, qui permettent d'éviter les épidémies :
- L’hygiène des mains et des surfaces : se laver les mains avant de préparer et de prendre les repas, particulièrement en période d'épidémie (hivernale). Il faut aussi impérativement se laver les mains après être allé aux toilettes ou avoir changé un nourrisson.
- Lors de la préparation des repas, appliquer des règles d’hygiène strictes (lavage des mains, etc.). Les personnes malades ne doivent évidemment pas participer à la préparation des repas. Éviter également de partager les verres d’eau ou les couverts à table.

En 2006, deux vaccins anti-rotavirus ont été mis sur le marché en France. Leur efficacité a été démontrée contre les souches les plus répandues en Europe et aux États-Unis. Si, en 2006, le Haut Conseil de la santé publique avait décidé de différer la recommandation pour les nourrissons de moins de 6 mois en raison du coût du vaccin (environ 150 euros), il a revu sa position fin 2013 « sous réserve d’une politique tarifaire conduisant à des ratios coût/efficacité acceptables pour ces deux vaccins ».
Au Canada, depuis 2007, il existe un vaccin pentavalent oral à virus vivant contre la gastro-entérite à rotavirus. Il s'appelle Rotateq (de l'entreprise Merck Frosst). Il est conçu pour les jeunes enfants. Il est également disponible en France sur prescription du pédiatre. La première dose doit être donnée avant la 12e semaine de vie de l'enfant, la 2e deux mois plus tard et la dernière avant que l'enfant ait eu 32 semaines. Ce vaccin protège à 90 % durant environ 2 ans.

## Génétique
Une mutation sur le gène FUT2, présente chez 20 % des Européens, confère une haute résistance, voire une immunité, contre le norovirus, responsable à 85 % des gastro-entérites non bactériennes, en dehors du jeune enfant.